# Gilman (Iowa)
Gilman és una població dels Estats Units a l'estat d'Iowa. Segons el cens del 2000 tenia 600 habitants.

## Demografia
Segons el cens del 2000, Gilman tenia 600 habitants, 248 habitatges, i 162 famílies. La densitat de població era de 421,2 habitants/km².
Dels 248 habitatges en un 32,7% hi vivien nens de menys de 18 anys, en un 53,2% hi vivien parelles casades, en un 10,1% dones solteres, i en un 34,3% no eren unitats familiars. En el 29,4% dels habitatges hi vivien persones soles el 14,5% de les quals corresponia a persones de 65 anys o més que vivien soles. El nombre mitjà de persones vivint en cada habitatge era de 2,42 i el nombre mitjà de persones que vivien en cada família era de 2,98.
Per edats la població es repartia de la següent manera: un 27,5% tenia menys de 18 anys, un 5,3% entre 18 i 24, un 27% entre 25 i 44, un 23,3% de 45 a 60 i un 16,8% 65 anys o més.
L'edat mediana era de 39 anys. Per cada 100 dones de 18 o més anys hi havia 82,8 homes.
La renda mediana per habitatge era de 33.523 $ i la renda mediana per família de 42.500 $. Els homes tenien una renda mediana de 35.000 $ mentre que les dones 20.250 $. La renda per capita de la població era de 15.070 $. Entorn del 9,9% de les famílies i el 12,7% de la població estaven per davall del llindar de pobresa.

## Poblacions més properes
El següent diagrama mostra les poblacions més properes.